# Novilhada

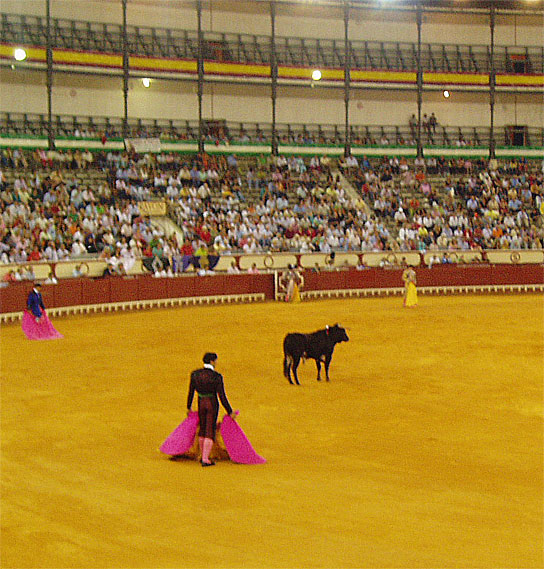
Novilhada sem cavalos na praça de touros do Porto de Santa Maria.

Em tauromaquia, denomina-se novilhada a uma corrida onde se lidiam toureiros e na que, geralmente, o lidiador não tem recebido ainda a alternativa.
Antigamente chamava-se novilhada a toda corrida que tinha lugar nas praças públicas dos povos, sem regras estritas e com lidiadores aficionados, isto é, eram o equivalente ao que hoje se denomina capea. Nesses tempos, em que ainda não estava fixada a forma definitiva do ritual, não era possível distinguir claramente entre novilhadas e corridas de touros. Normalmente, as novilhadas, a diferença das corridas de touros, celebravam-se em inverno e ao novilho se lhe lidiava e bandeirava mas não se lhe dava morte. No final do século XVIII e primeira metade do XIX era frequente que se convertessem em espetáculo de pantomima e mojiganga, com touros embolados (com fogo nas hastas) sem pontas e acompanhados de fogos artificiais, às vezes incluídos no mesmo programa com lidias sérias. A mojiganga foi decaindo com o tempo e a novilhada adotou a forma atual, com toureiros principiantes que lidiavam e davam morte a touros de pontas.
Na atualidade, as novilhadas celebram-se com a mesma ordem e rigor que as corridas de touros, com as duas únicas diferenças do tamanho, a idade ou condição das rêses e de que o matador não tem recebido a alternativa. Se suprime-se a sorte de picar, chama-se-lhes novilhadas sem cavalos. Também se chamam novilhadas aquelas corridas que se celebram com rêses de maior idade à de um novilho, e de igual ou maior tamanho ao de um touro, mas que têm sido eliminadas na tienta por defeitos físicos ou por falta de bravura ou, em general, por não atingir o nível exigido pelo ganadeiro para as corridas de touros. 

## Relações externas
- Novilladassin.com